# Andrew Rippin
Andrew Lawrence Rippin (Londra, 16 maggio 1950 – Victoria, 29 novembre 2016) è stato un islamista canadese.
Canadese di nascita, Rippin era professore di Storia e Preside della facoltà di Studi Umanistici nella University of Victoria (Columbia Britannica, Canada)
È autore di numerosi lavori sul Corano e sulle sue esegesi, oltre che del noto Muslims.Their Religious Beliefs and Practices, giunto nel 2005 alla sua terza edizione.
Nel 2006 è diventato membro (Fellow) della Royal Society of Canada.